# Blackwater River (River Loddon)
Der Blackwater River ist ein Nebenfluss des River Loddon im Süden Englands.

## Verlauf
Er entsteht am südwestlichen Ortsrand von Aldershot auf der Grenze zwischen Surrey und Hampshire. Er fließt im Süden von Aldershot in östlicher Richtung. Westlich von Tongham wendet er sich nach Norden und fließt dann im Osten von Aldershot weiter. Zwischen Aldershot und Farnborough unterquert er den Basingstoke Canal. Bis er zwischen Camberley und Blackwater seinen Lauf nach Nordwesten wendet, bildet er die Grenze zwischen Surrey und Hampshire. Danach bildet er die Grenze zwischen Hampshire und Berkshire bis zur Mündung des River Whitewater. Von dort fließt er ganz in Berkshire bis zu seiner Mündung in den River Loddon nördlich von Swallowfield.